# أدوات التعريف والتنكير

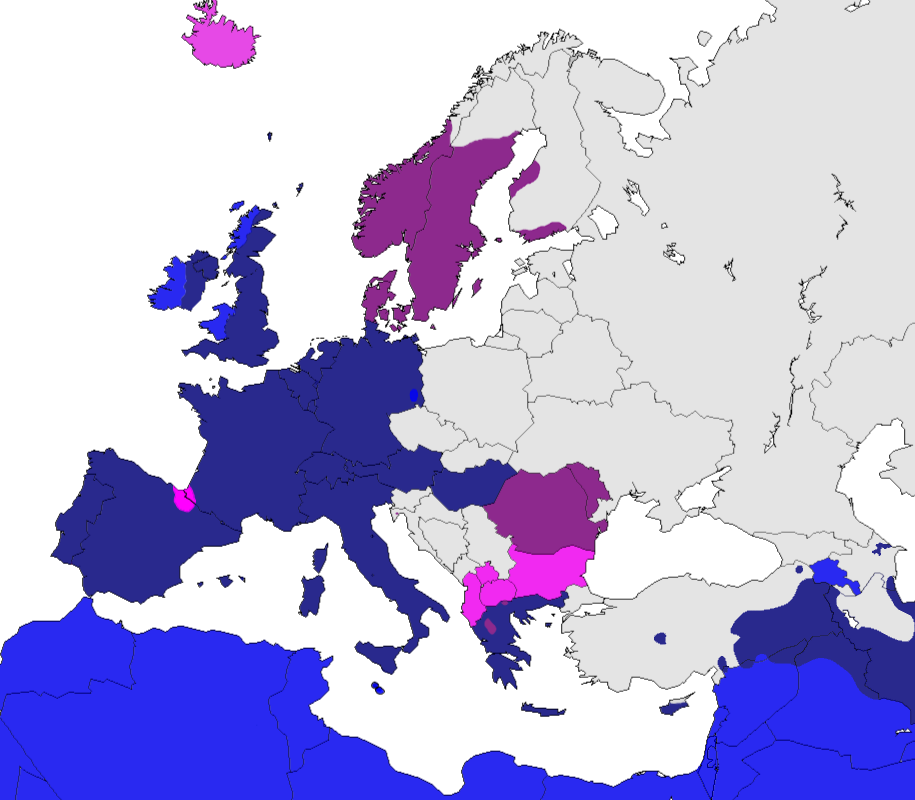

أدوات التعريف والتنكير هي كلمات تحدد الاسم إن كان خاصا أم عاما. توجد هذه الأدوات في لغات كثيرة، منها: الإنجليزية، والألمانية، والفرنسية، والإسبانية.

## في اللغة الإنجليزية
أدوات التعريف والتنكير في اللغة الإنجليزية هي the للتعريف، وa وan للتنكير، تستخدم أداة التعريف the مع الأسماء المعدودة وغير المعدودة، ومع بعض الأسماء المعرفة، والاختصارات. أما أدوات التنكير فتستخدم مع الأسماء المعدودة في صيغة المفرد فقط.
تستخدم الكلمتان a، وan، في موضعين مختلفين. حيث تستخدم a قبل الاسم الذي يبدأ بلفظ ساكن، أما an فتستخدم قبل الاسم الذي يبدأ بلفظ حرف علة.

## في اللغة الألمانية
أدوات التعريف في اللغة الألمانية هي der للمذكر القواعدي، وdie للمؤنث القواعدي، وdas للمحايد القواعدي، وdie للجمع. أما أدوات التنكير فهي ein للمذكر القواعدي، وeine للمؤنث القواعدي، وein للمحايد القواعدي، لا توجد أداة تنكير للكلمات في صيغة الجمع. يعتمد اختيار أدوات التعريف والتنكير على الجنس القواعدي للاسم، والعدد، والحالة الإعرابية.

## الفرنسية

### تكرار الأدوات
تتكرر الأدوات في الفرنسية نحو Il vend des pommes et des prunes إلا في أربع حالات:
- عائدها واحد نحو Mon collègue et ami
- الترادف نحو Le lunch ou légère collation
- التعابير المتداولة نحو Les us et coutumes
- الدلالة على الشيء الواحد بألفاظ متعددة نحو Il aime ses frères et sœurs[9]